# Teodoro de Melitene
Teodoro de Melitene (em latim: Theodorus; Constantinopla, ca. 1320 - 8 de março de 1393), também chamado Teodoro Meliteniota, foi um astrônomo bizantino, sacelário (tesoureiro) na burocracia do Império Bizantino, defensor do palamismo e opositor da reunião da Igreja Ortodoxa com a Igreja Católica. Em 1360, ele se tornou didáscalo dos didáscalos (didascalos ton didascalon), o diretor da Escola Patriarcal da capital imperial.

## Obras
Teodoro escreveu uma exegese sobre os Evangelhos e é possível que um poema sobre Sofrósine (temperança) também seja dele.

### Tribiblo
Porém, a obra-prima de Teodoro é a chamada Tribiblo, uma coleção em três volumes sobre astronomia, cujo manuscrito autografado ainda existe (Vaticanus graecus 792), composta antes de 1352. O primeiro volume trata de uma série de assuntos sobre matemática e astronomia e se baseia na obra de autores gregos anteriores, como Jorge Paquimeres e Teodoro Metoquita. O segundo livro é devotado a Ptolomeu, cujos cálculos Teodoro explicou à maneira de Téon de Alexandria. Finalmente, o terceiro livro é dedicado à astronomia persa, baseando-se principalmente na obra de Jorge Crisócoces, que ele corrigiu em muitos pontos. Em todos eles, ele condena explicitamente a astrologia, separando a sua astronomia da tradição persa representada por Crisócoces.
É claro o caráter pedagógico do Tribiblo, que pode ter sido utilizada para lecionar astronomia avançada para o clero bizantino.